# Agorà romana (Atene)
L'Agorà romana è un'antica piazza pubblica di Atene.
Nell'Antica Grecia, l'agorà (greco ἀγορά) era il luogo di mercato e riunione di una città. Il termine corrisponde al foro della civiltà romana, uno dei siti archeologici più importanti di Atene.

## Storia
Ad Atene c'erano due agorà vicine, ma distinte. Una era l'agorà di Atene propriamente detta, che risale al secolo VI a. C. L'altra, più in basso costruita durante la dominazione romana, si trova un po' a est della prima e a nord dell'Acropoli di Atene, nell'odierno quartiere di Plaka, vicino alla piazza di Monastiraki.

Resti dell'agorà

È stata costruita dall'imperatore romano Augusto, negli anni 19 a.C. e l'11 a.C., e ingrandita dall'imperatore Adriano. Dopo l'invasione degli eruli, nell'anno 267, la città di Atene limitava la sua estensione all'interiore della muraglia tardoromana. Il centro amministrativo e commerciale della città venne spostato dall'agora antica all'agora romana e la Biblioteca di Adriano.
La perdita del significato politico ha determinato un'invasione progressiva dell'agora da parte di nuove strutture, come statue o elementi commemorativi. In tal modo, la piazza si trasformò in una specie di museo della città e dell'Attica.
Dopo, nel corso dei periodi bizantino e ottomano, vennero edificati in tutto il quartiere case, officine e chiese, insieme alla moschea di Fethiye. La zona venne scavata nel secolo XIX, demolendo gli edifici moderni.

## Descrizione
L'agorà romana occupa un ampio spazio rettangolare, di 111 m × 98 m, circondato di stoà, che ospitavano attività commerciali. Aveva due ingressi: ad ovest tramite la porta di Atenea Arquegetis mentre l'accesso orientale era un propileo. Il luogo includeva anche un mercato.

## Edifici e strutture

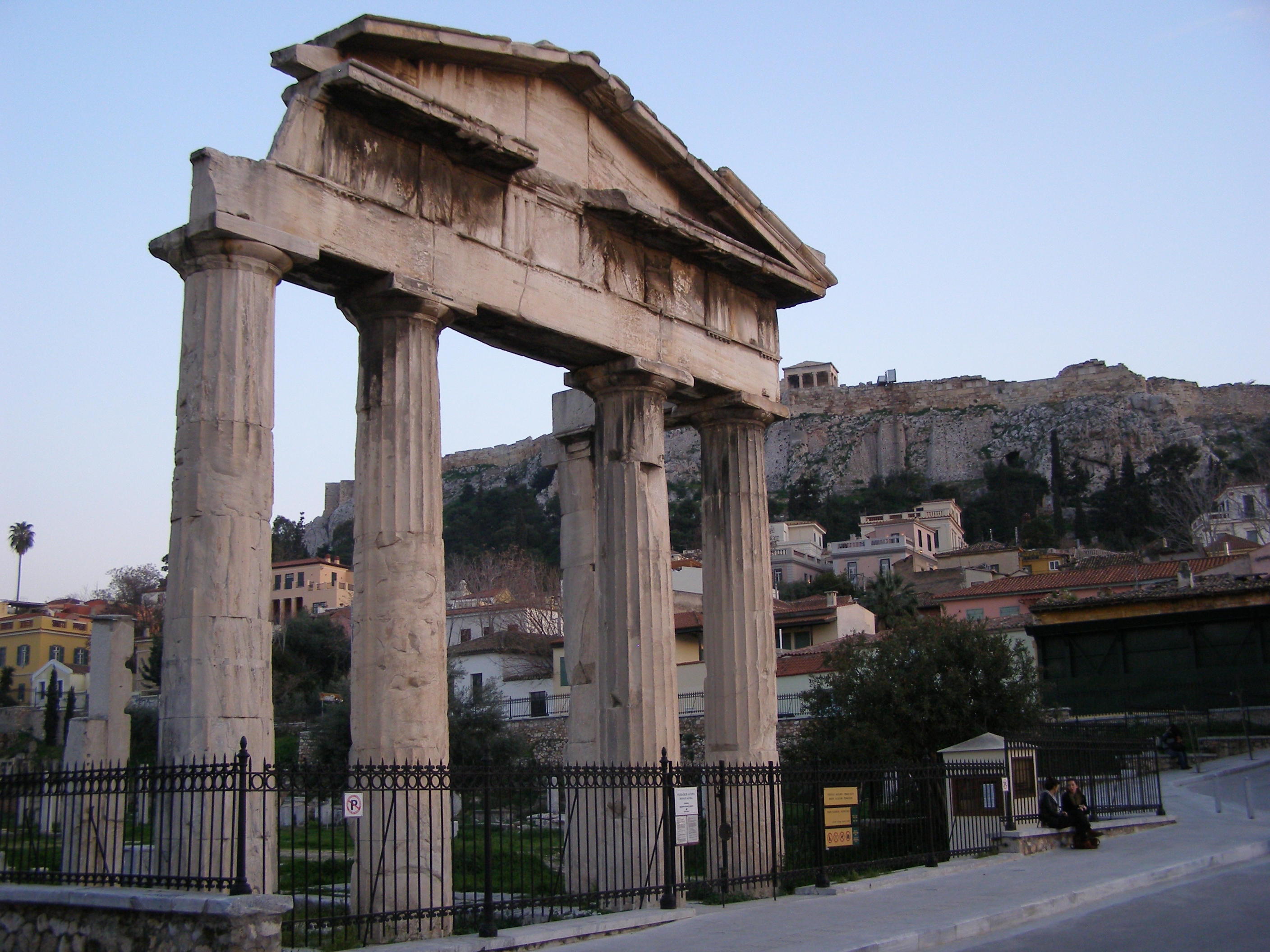
Porta di Atena Archegetis

### Porta di Atena Archegetis
La Porta di Atena Archegetis è l'ingresso occidentale all'agorà romana di Atene. È stato costruito nell'anno 11 a.C., mediante le donazioni di Giulio Cesare e Augusto. Si tratta di un monumento dedicato agli Ateniesi alla dea Atena Archegetis. La porta monumentale ha quattro colonne doriche su un zoccolo di marmo pentélico, che sopporta un ampio frontone.
È considerato come il secondo resto più distaccato, dopo la Torre dei Venti.

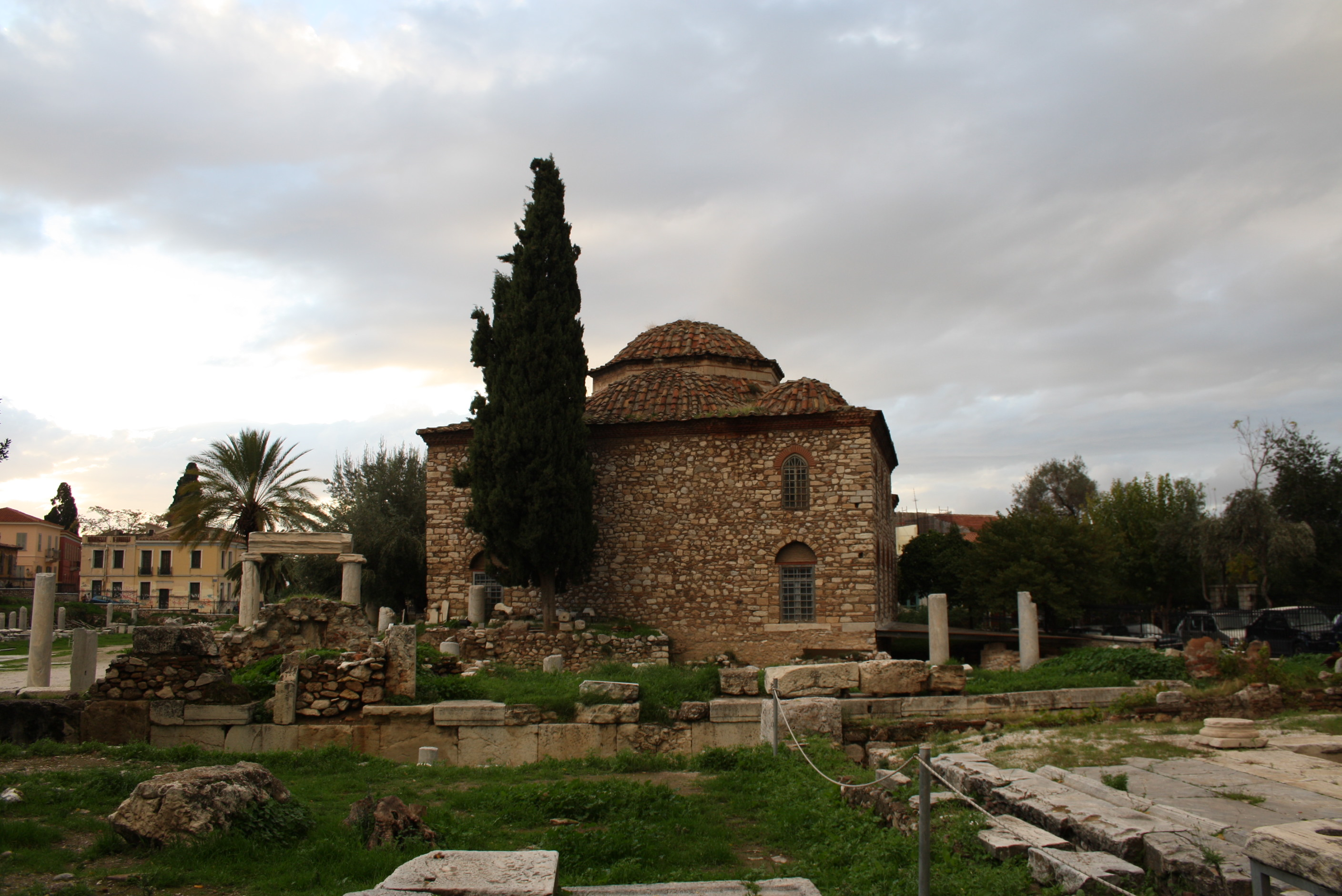
La Moschea di Fethiye

### Propileo orientale
L'ingresso da questa parte dell'agorà romana è stata costruita tra 19 e 11 a. C. Aveva una fila di quattro colonne ioniche di marmo grigio dell'Imetto.

### Moschea Fethiye
Nel lato nord si trova la moschea Fethiye, costruita nel 1456, immediatamente dopo la conquista ottomana, sulle rovine di una basilica paleocristiana. Attualmente serve come magazzino dei reperti degli scavi.

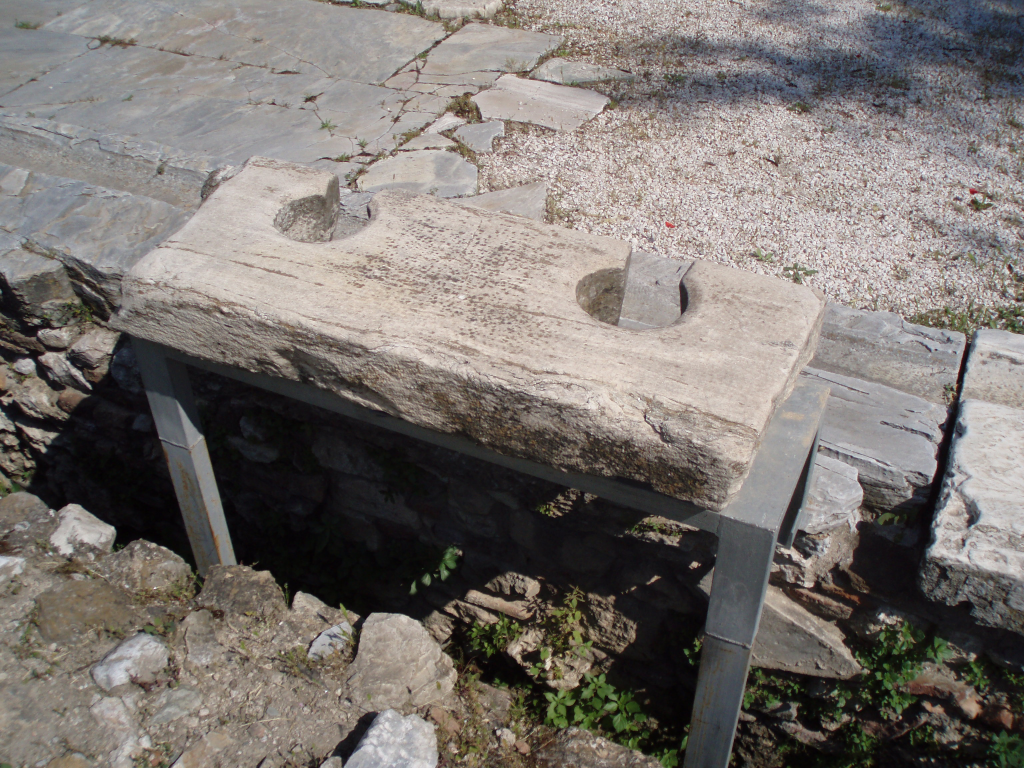
Le latrine pubbliche

### Agoranomion
Era un edificio rettangolare situato a est dell'agorà romana e datato al I secolo. Conserva la facciata che aveva tre porte ad arco e un'ampia scala. Un'iscrizione nell'architrave menziona che l'edificio è stato dedicato al Divino Augusto e ad Atenea Arquegetis. Potrebbe identificarsi con il Sevasteion, ossia, un edificio per il culto dell'imperatore.

### Latrine pubbliche

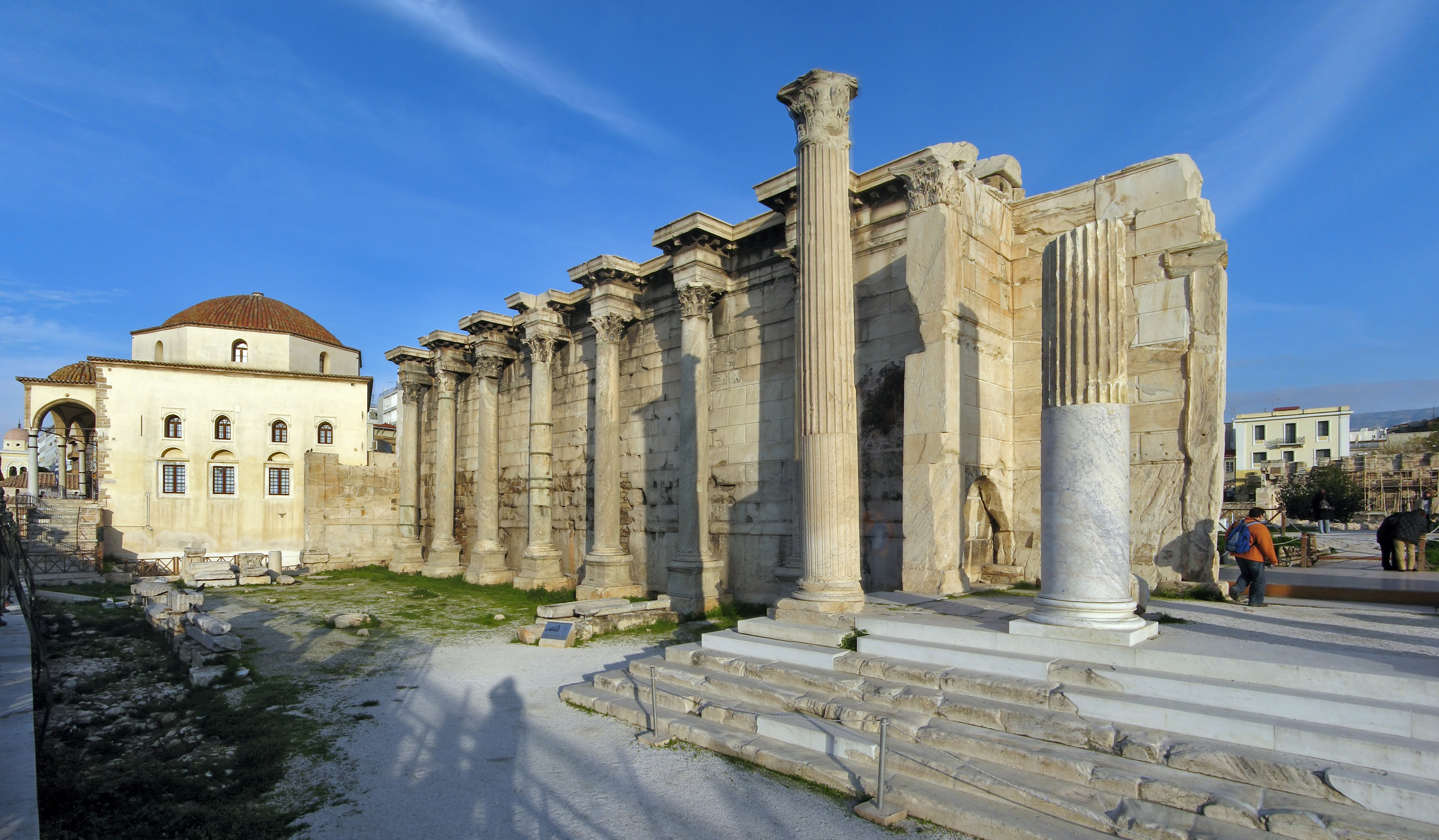
La Biblioteca di Adriano

Erano ubicate in un edificio di pianta rettangolare del I secolo. Consistevano in un'anticamera e una sala quadrata con tavoli nei suoi quattro lati provvisti di buchi e una condotta di scarico.

### Torre dei venti
Fuori il rettangolo dell'agorà romana, nel lato est, si alza la Torre dei venti, del II secolo a. C., ed era un orologio pubblico.

### Biblioteca di Adriano
A nord-est dell'agorà romana si estendono le rovine della vasta Biblioteca di Adriano.

## Galleria d'immagini

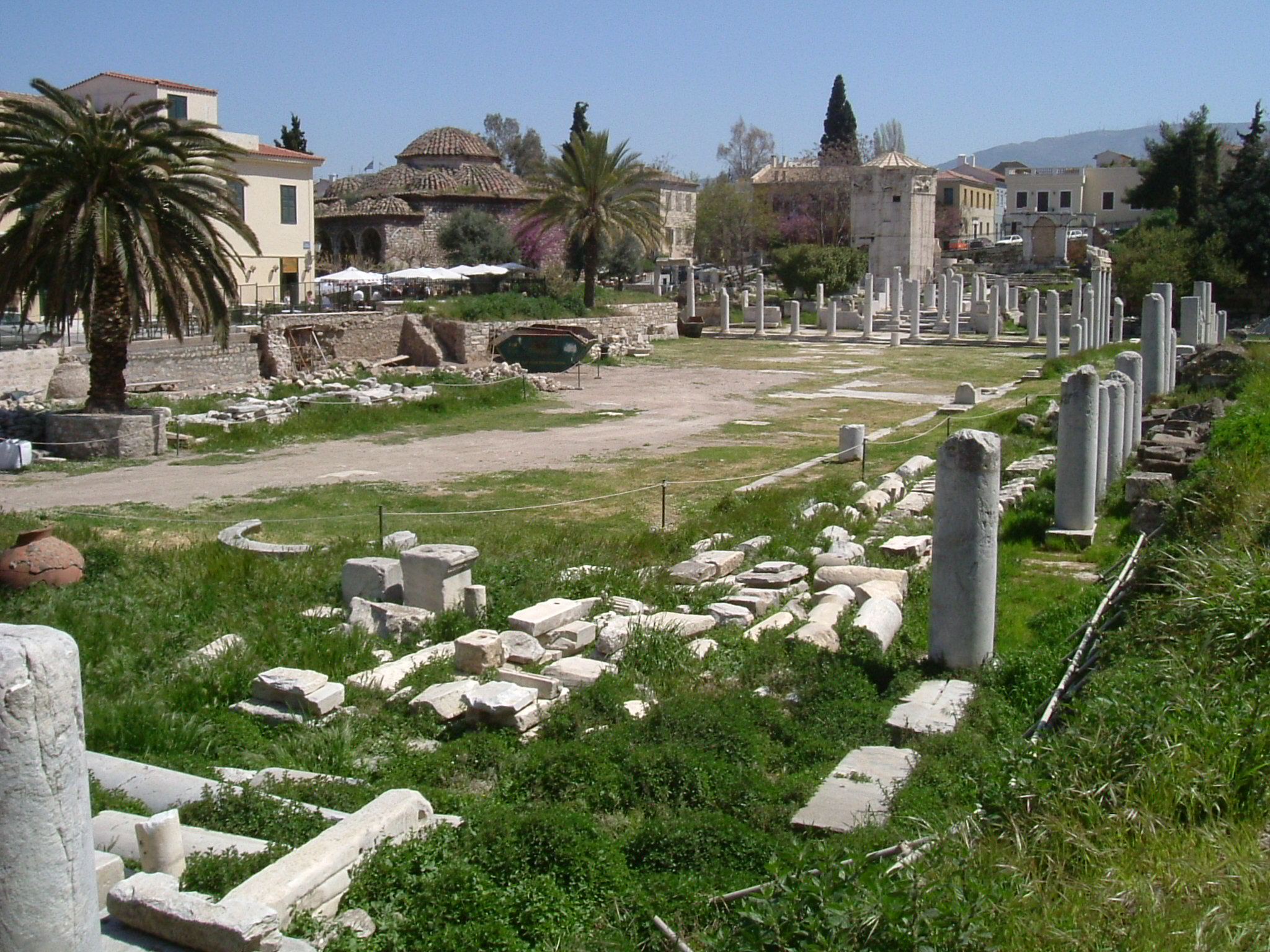
Agorà romana.
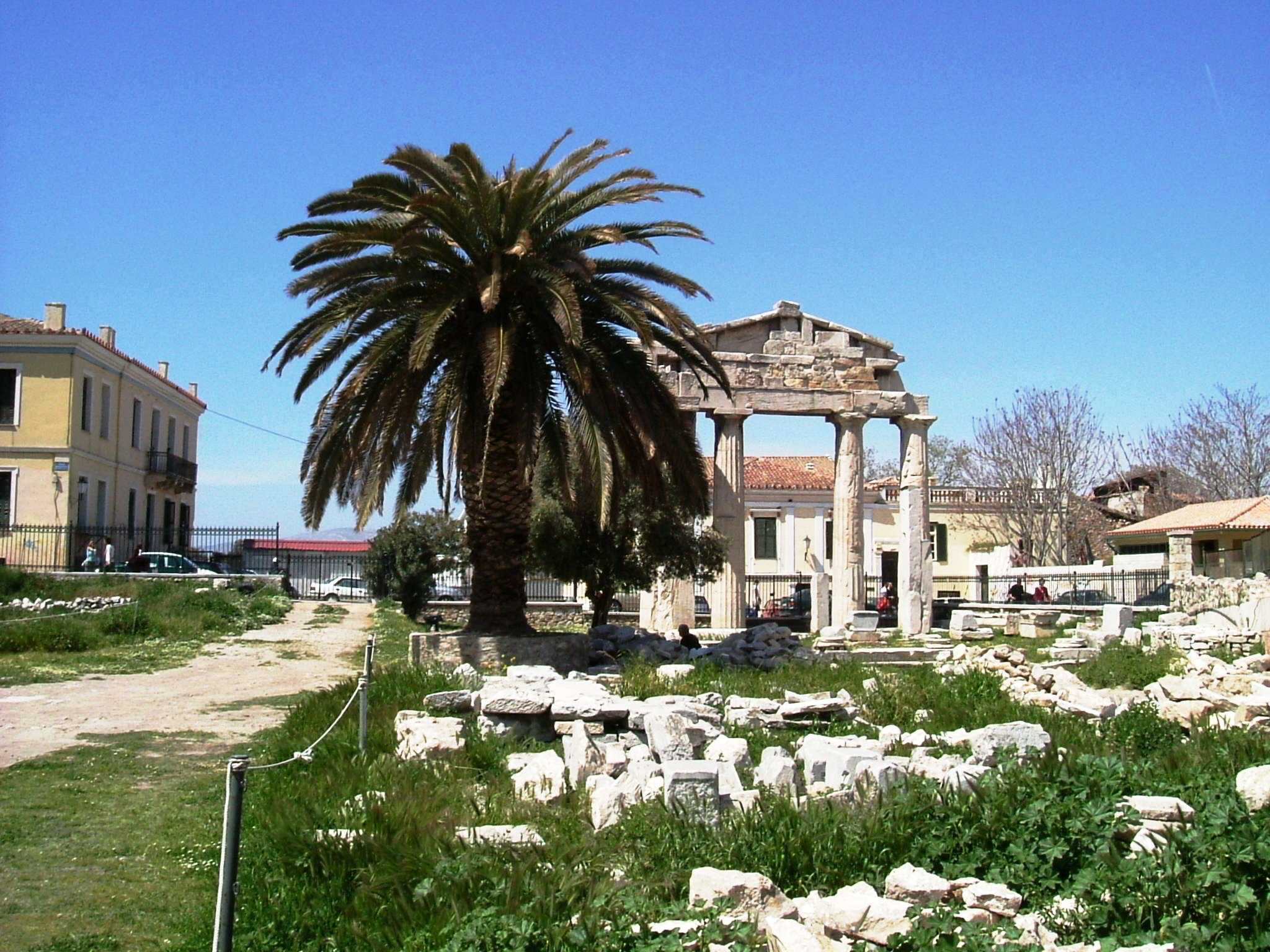
Agora romana e porta Atenea Arquegetis.
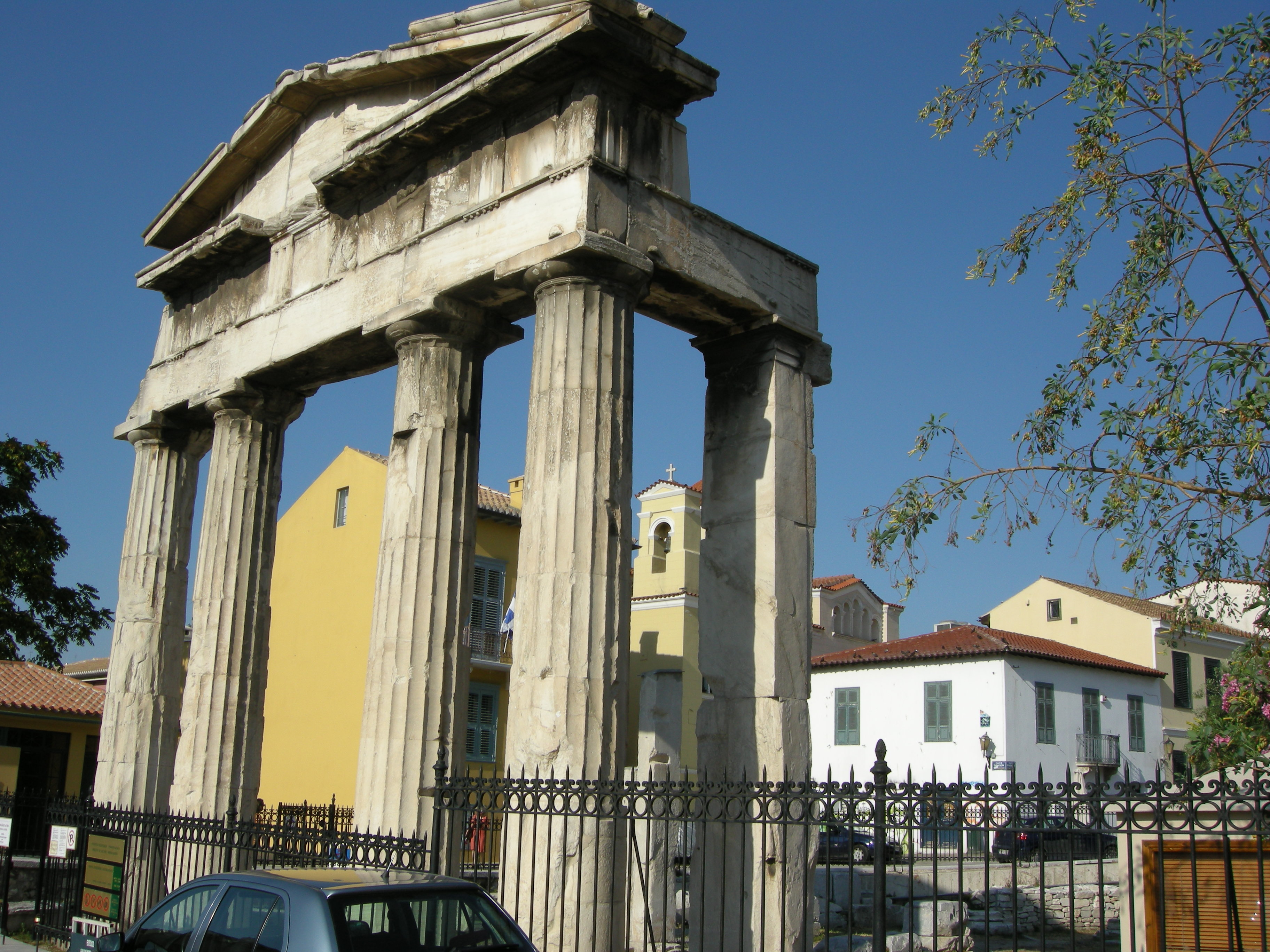
Porta Atenea Arquegetis.
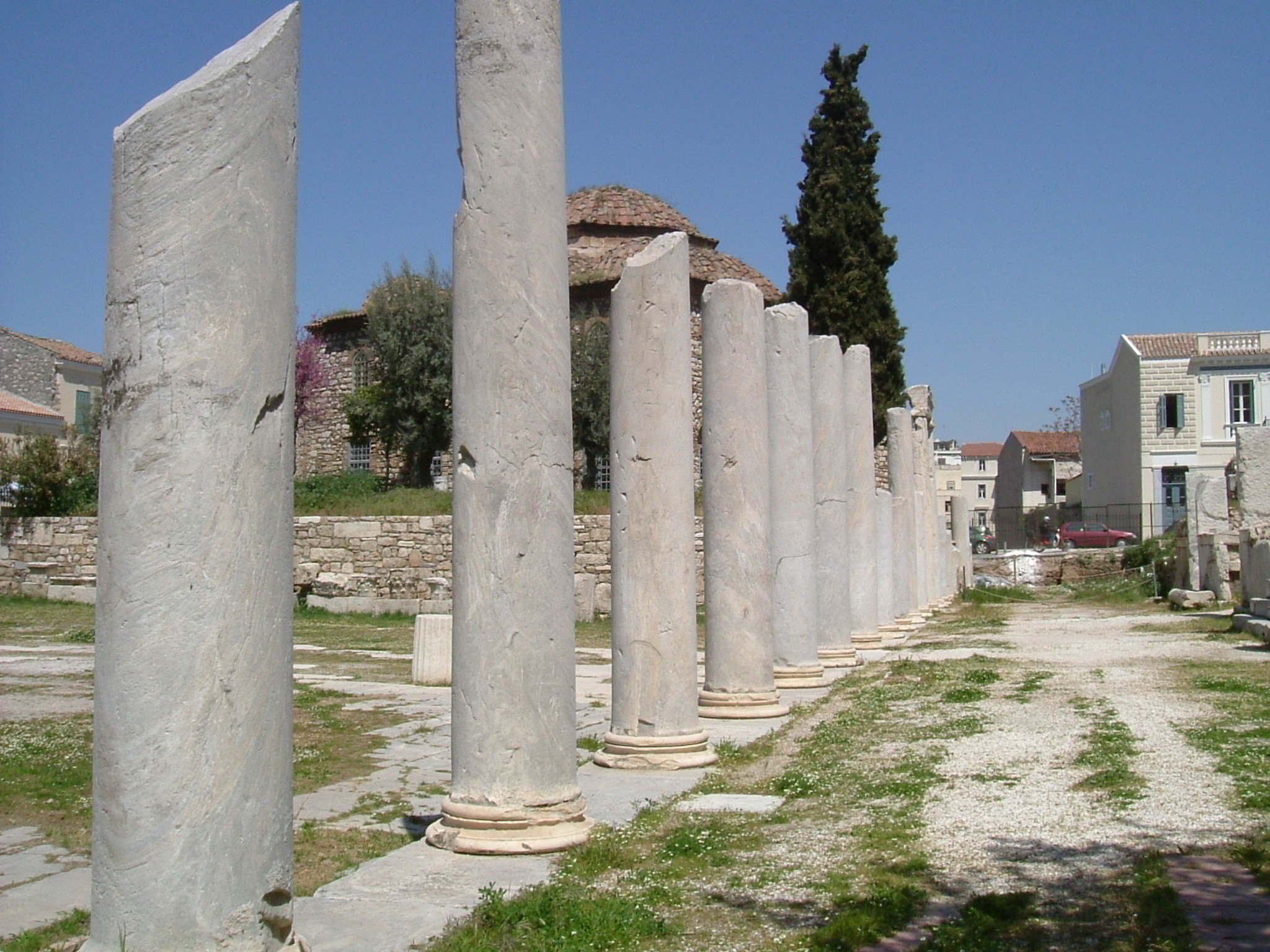
Colonnato e moschea Fethiye.
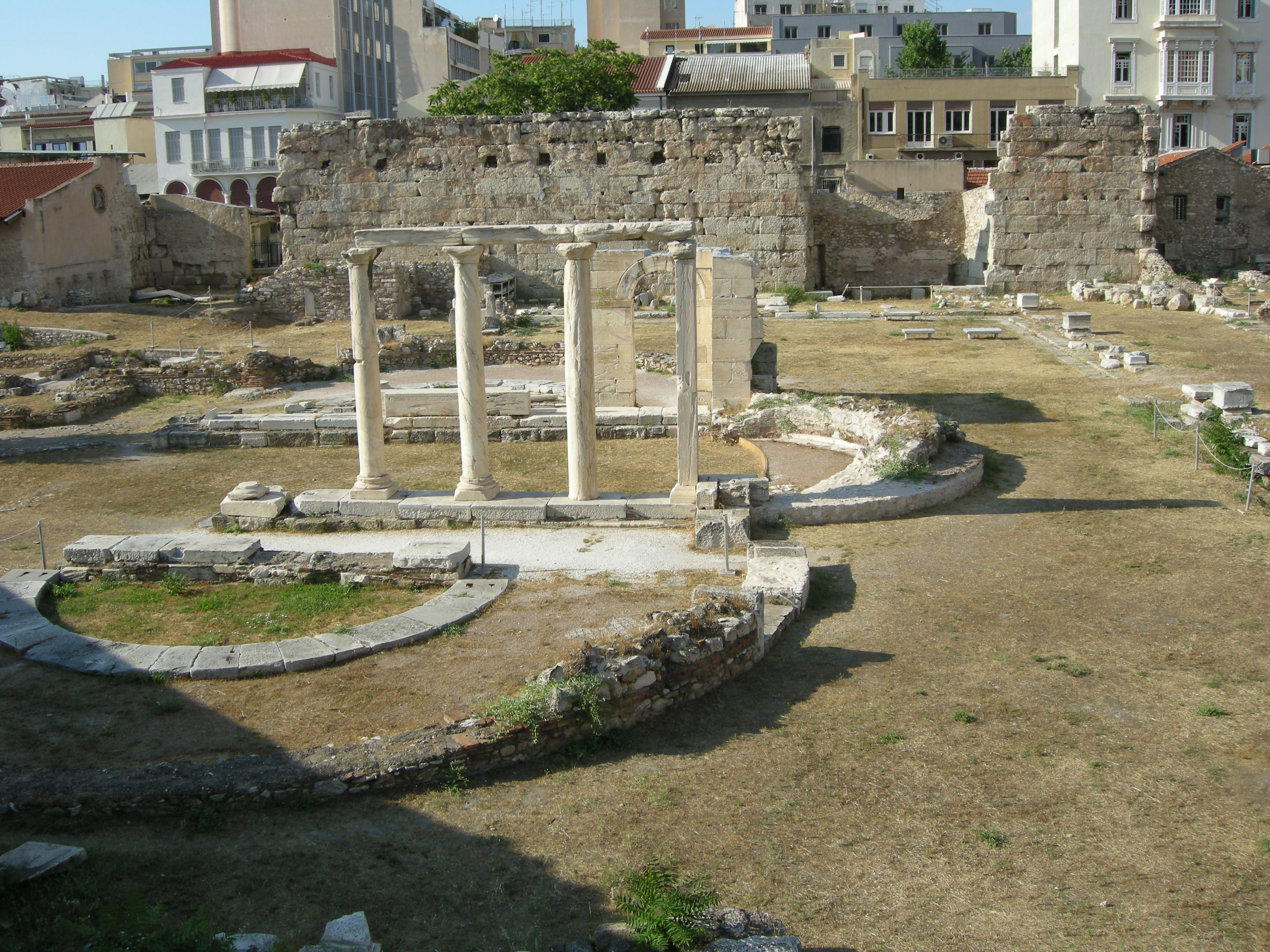
Agora romana.
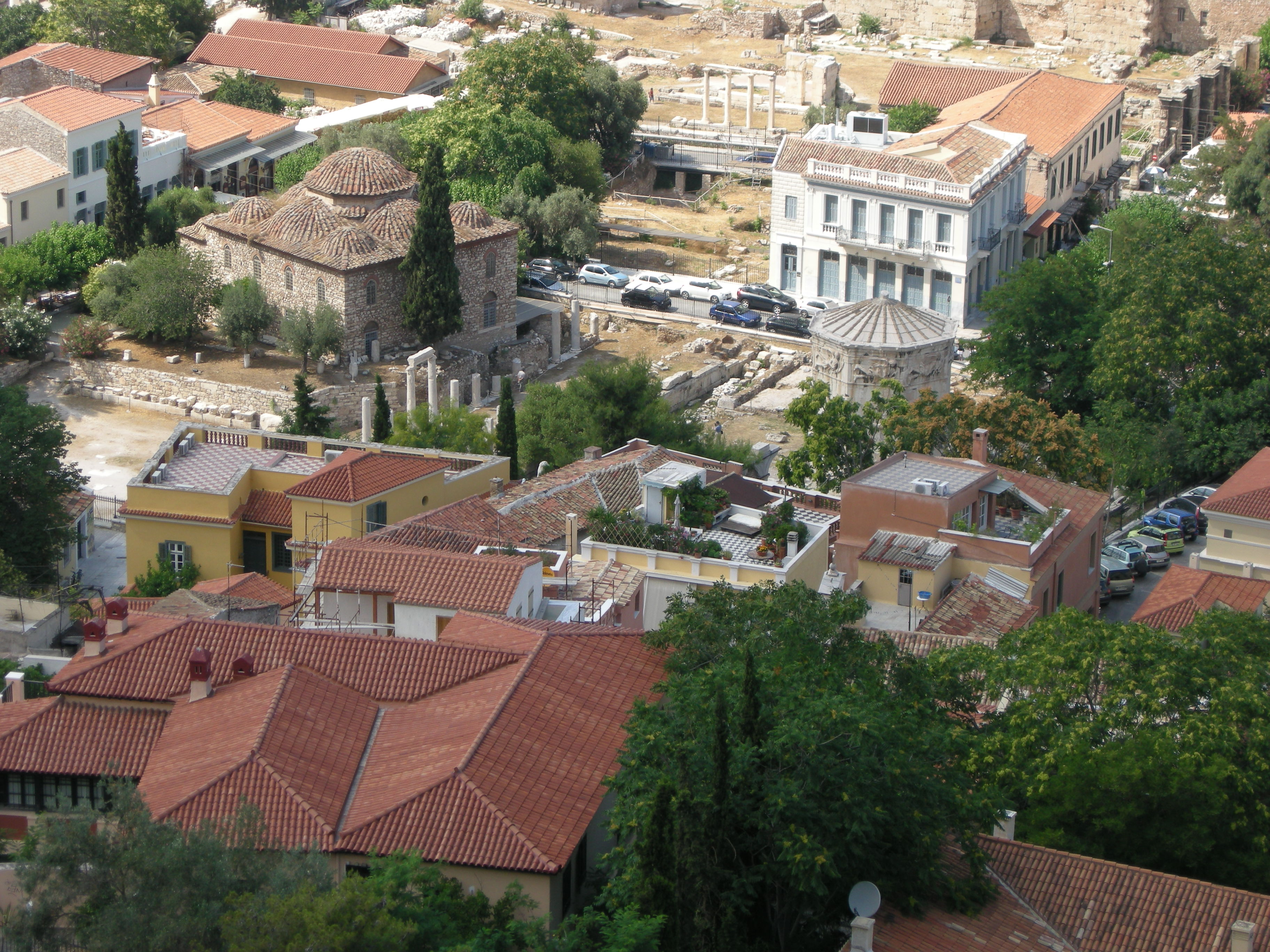
Quartiere Plaka e Torre dei Venti.